# Oyonnax
Cet article concerne la commune française. Pour le cheval, voir Oyonnax (cheval).
Oyonnax (/ɔjɔna/, ) est une commune française située dans le département de l'Ain, en région Auvergne-Rhône-Alpes. Ses habitants sont les Oyonnaxiens et les Oyonnaxiennes. C'est la deuxième commune la plus peuplée du département.
La ville a été décorée de la médaille de la Résistance le 16 janvier 1947,.

## Géographie

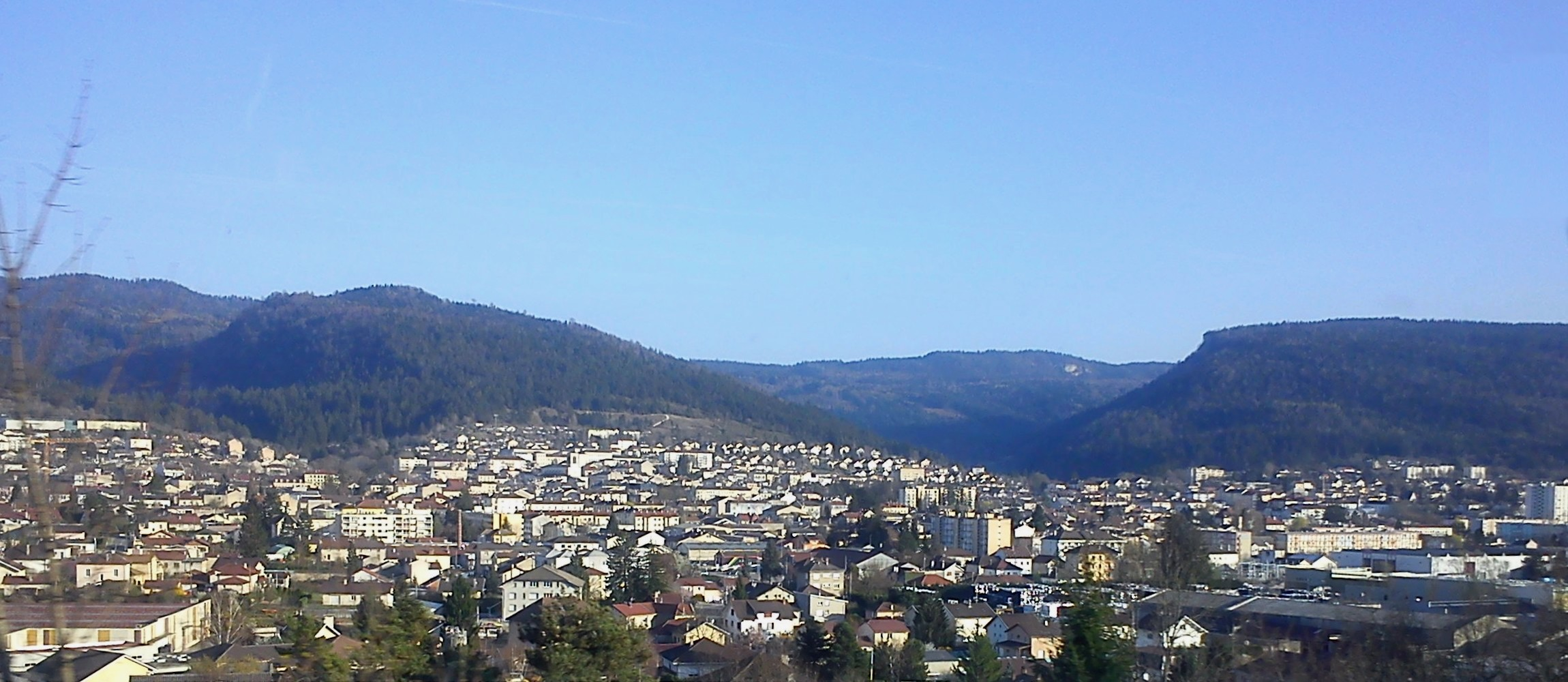
Panorama de la ville.

### Situation et description
Oyonnax, ville de moyenne montagne, positionnée dans une vallée au cœur de la chaîne jurassienne, se situe au nord du département de l'Ain, à la limite nord du Haut-Bugey, dans une région de lacs, de forêts et de rivières entre les agglomérations de Lyon et Genève.
Elle s'inscrit dans le massif du Jura, à la porte du parc naturel régional du Haut-Jura, à environ 60 km (par la route) de Bourg-en-Bresse, chef-lieu du département de l'Ain et environ 100 km (par la route) de Lyon, chef-lieu de la région Auvergne-Rhône-Alpes.
Le territoire de la commune d'Oyonnax comprend également plusieurs localités, tels que les hameaux ou lieux-dits de Geilles, Bouvent, Massiat, Chatonnax, Mons et Veyziat, ancienne commune rattachée à la ville.

### Communes limitrophes
|                        | Dortan           | Arbent   |
| Samognat               | Oyonnax          | Échallon |
| Géovreisset, Bellignat | Apremont, Charix |          |

### Géologie et relief
Pour un article plus général, voir Géologie du massif du Jura.
Le massif du Haut-Bugey se situe à l’extrémité méridionale de la chaîne du Jura. Ce secteur est limité par la plaine de l’Ain à l’ouest et par la vallée du Rhône à l’est et s’étend sur une largeur d'environ une cinquantaine de kilomètres avec des altitudes allant de 1 500 m à l’est à 300 m à l’ouest. Les chainons et les vallées constituant cet ensemble sont orientés nord-sud à l’exception des cluses situées aux limites nord et sud de cet espace géographique. Les calcaires du Jurassique constituent l’ossature principale de la chaîne du Jura. Les vallées de l’Ange et de l’Oignin dans laquelle est installée la zone urbanisée de la ville (combe du Val-du synclinal d’Oyonnax) ont été remblayées à la fin des glaciations quaternaires par des dépôts fluvioglaciaires et fluvio-lacustre, avec des fonds de vallées constitués d’alluvions essentiellement limono-argileuses.

### Hydrographie
Le territoire communal est traversé par l'Ange, un affluent droit de l'Oignin donc un sous-affluent du Rhône par l'Ain, ainsi que par son affluent la Sarsouille, formant une presqu'île.

### Climat
Pour des articles plus généraux, voir Climat d'Auvergne-Rhône-Alpes et Climat de l'Ain.
En 2010, le climat de la commune est de type climat de montagne, selon une étude du CNRS s'appuyant sur une série de données couvrant la période 1971-2000. En 2020, Météo-France publie une typologie des climats de la France métropolitaine dans laquelle la commune est dans une zone de transition entre le climat semi-continental et le climat de montagne et est dans la région climatique Jura, caractérisée par une forte pluviométrie en toutes saisons (1 000 à 1 500 mm/an), des hivers rigoureux et un ensoleillement médiocre.
Pour la période 1971-2000, la température annuelle moyenne est de 9,6 °C, avec une amplitude thermique annuelle de 17,1 °C. Le cumul annuel moyen de précipitations est de 1 615 mm, avec 12,6 jours de précipitations en janvier et 9,3 jours en juillet. Pour la période 1991-2020, la température moyenne annuelle observée sur la station météorologique de Météo-France la plus proche, sur la commune de Giron à 10 km à vol d'oiseau, est de 8,4 °C et le cumul annuel moyen de précipitations est de 1 672,4 mm,. Pour l'avenir, les paramètres climatiques de la commune estimés pour 2050 selon différents scénarios d'émission de gaz à effet de serre sont consultables sur un site dédié publié par Météo-France en novembre 2022.
| Mois                                  | jan.             | fév.             | mars             | avril          | mai             | juin            | jui.            | août           | sep.            | oct.            | nov.             | déc.             | année      |
| ------------------------------------- | ---------------- | ---------------- | ---------------- | -------------- | --------------- | --------------- | --------------- | -------------- | --------------- | --------------- | ---------------- | ---------------- | ---------- |
| Température minimale moyenne (°C)     | −2,9             | −3,5             | −0,9             | 2,3            | 6,2             | 9,9             | 11,5            | 10,9           | 8               | 5,5             | 0,9              | −2,5             | 3,8        |
| Température moyenne (°C)              | 1,6              | 2                | 5,5              | 9,5            | 12,9            | 17              | 18,9            | 18,1           | 15              | 11,4            | 5,9              | 2,1              | 10         |
| Température maximale moyenne (°C)     | 6,1              | 7,5              | 12               | 16,7           | 19,6            | 24              | 26,3            | 25,3           | 21,9            | 17,3            | 11               | 6,7              | 16,2       |
| Record de froid (°C) date du record   | −19,5 18.01.2017 | −24,1 05.02.2012 | −23,9 01.03.2005 | −10 08.04.2021 | −4,9 06.05.2019 | −0,6 03.06.2006 | 2,6 23.07.2012  | 2,6 31.08.2006 | −1,8 22.09.2008 | −6,7 15.10.2009 | −14,8 27.11.2010 | −23,4 30.12.2005 | −24,1 2012 |
| Record de chaleur (°C) date du record | 17,7 01.01.2023  | 22,1 24.02.2021  | 25,1 31.03.2021  | 28 30.05.2005  | 32,6 24.05.2009 | 37,1 27.06.2019 | 39,2 24.07.2019 | 38 24.08.2023  | 33,1 10.09.2023 | 29,1 02.10.2023 | 23,9 02.11.2020  | 18,7 31.12.2022  | 39,2 2019  |
| Précipitations (mm)                   | 129              | 114              | 126,7            | 112,8          | 138,4           | 113,9           | 116,5           | 123,6          | 98,6            | 129,8           | 133,7            | 158,5            | 1 495,5    |

## Urbanisme

### Typologie
Au 1er janvier 2024, Oyonnax est catégorisée centre urbain intermédiaire, selon la nouvelle grille communale de densité à 7 niveaux définie par l'Insee en 2022.
Elle appartient à l'unité urbaine d'Oyonnax, une agglomération intra-départementale dont elle est ville-centre,. Par ailleurs la commune fait partie de l'aire d'attraction d'Oyonnax, dont elle est la commune-centre,. Cette aire, qui regroupe 40 communes, est catégorisée dans les aires de 50 000 à moins de 200 000 habitants,.

### Occupation des sols

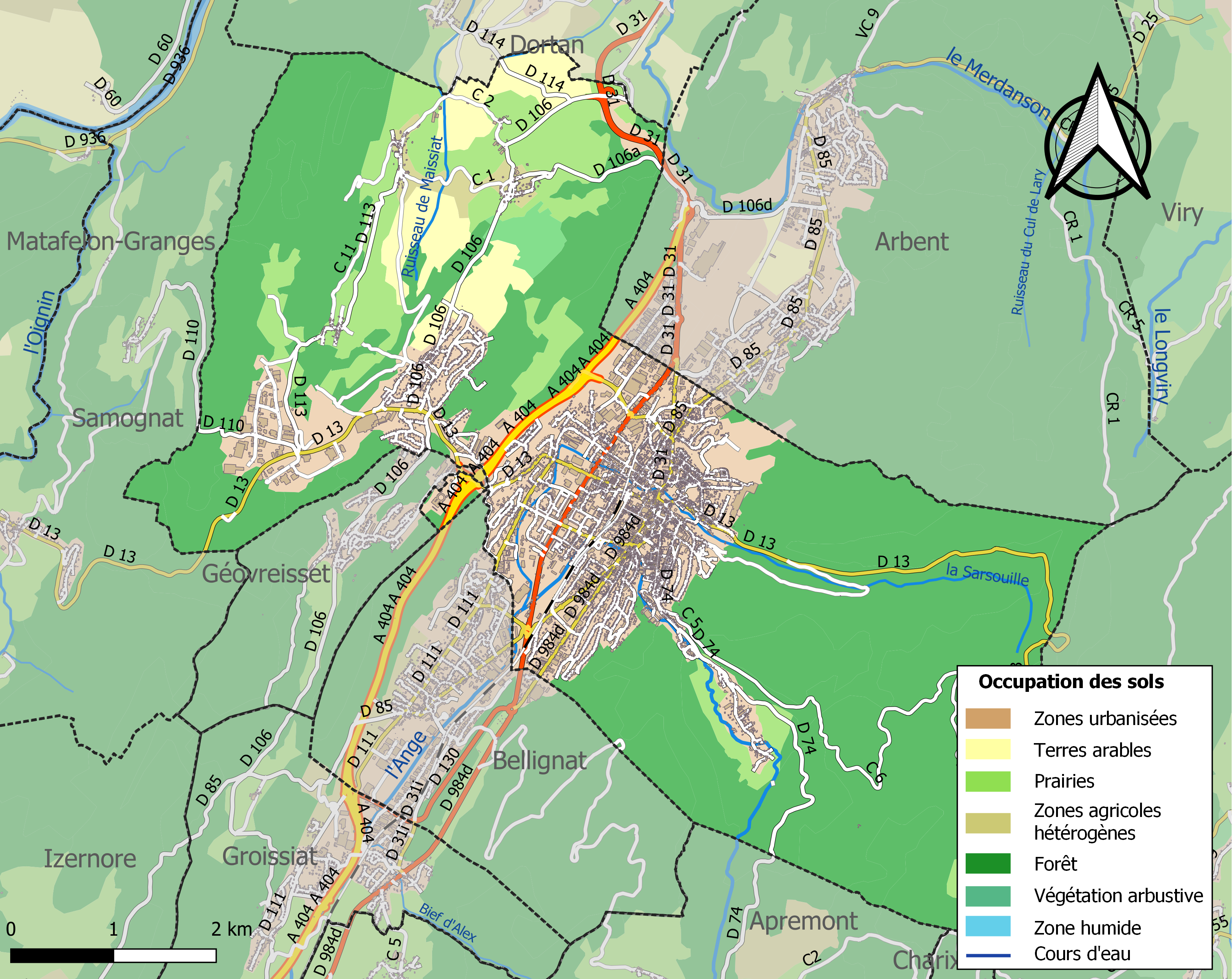
Carte des infrastructures et de l'occupation des sols de la commune en 2018 (CLC).

L'occupation des sols de la commune, telle qu'elle ressort de la base de données européenne d’occupation biophysique des sols Corine Land Cover (CLC), est marquée par l'importance des forêts et milieux semi-naturels (60,3 % en 2018), en diminution par rapport à 1990 (62,2 %). La répartition détaillée en 2018 est la suivante : forêts (59,4 %), zones urbanisées (15 %), prairies (10,5 %), zones industrielles ou commerciales et réseaux de communication (7,7 %), terres arables (4,6 %), zones agricoles hétérogènes (1,2 %), milieux à végétation arbustive et/ou herbacée (0,8 %), espaces verts artificialisés, non agricoles (0,7 %).
L'évolution de l’occupation des sols de la commune et de ses infrastructures peut être observée sur les différentes représentations cartographiques du territoire : la carte de Cassini (XVIIIe siècle), la carte d'état-major (1820-1866) et les cartes ou photos aériennes de l'IGN pour la période actuelle (1950 à aujourd'hui).

#### Morphologie urbaine
Le territoire communal est assez étendu. La morphologie de la commune est fortement influencée par le relief :
- à l'ouest, les plis des monts du Berthiand. C'est le territoire des anciennes communes de Veyziat et Bouvent, associées à Oyonnax en 1973 et fusionnées en 2015. Outre un parc industriel, des lotissements pour une population aisée sont développés sur ces petits villages à flanc de colline ;
- à l'est, le massif du Jura. C'est une zone forestière, dont les monts dépassent 1 000 m d'altitude. À l'extrême sud-est de la commune, à 831 m d'altitude se trouve le lac Genin, d'une superficie de 8 ha et 17 m de profondeur (partagé entre Oyonnax, Échallon et Charix) ;
- au centre, la vallée du Lange et de la Sarsouille, les deux rivières formant une presqu'île. C'est ici que la ville s'est construite, d'abord à flanc de montagne (600–700 m d'altitude) entre les cours d'eau, pour ensuite se développer dans la plaine (500 m d'altitude) en canalisant les rivières et en asséchant les terres marécageuses.

On constatera aussi la présence de nombreux logements HLM et immeubles à bas loyers.

#### Logement
Le nombre total de logements dans la commune est de 10 139. Parmi ces logements, 92,6 % sont des résidences principales, 1,6 % sont des résidences secondaires et 5,8 % sont des logements vacants. Ces logements sont pour une part de 27,3 % des maisons individuelles, 69,5 % sont d'autre part des appartements et enfin seulement 3,3 % sont des logements d'un autre type. Le nombre d'habitants propriétaires de leur logement est de 32,2 %. Ce qui est inférieur à la moyenne nationale qui se monte à près de 55,3 %. En conséquence, le nombre de locataires est de 64,8 % sur l'ensemble des logements qui est inversement supérieur à la moyenne nationale qui est de 39,8 %. On peut noter également que 3 % des habitants de la commune sont des personnes logées gratuitement alors qu'au niveau de l'ensemble de la France le pourcentage est de 4,9 %. Toujours sur l'ensemble des logements de la commune, 6,5 % sont des studios, 16,2 % sont des logements de deux pièces, 28 % en ont trois, 28,8 % des logements disposent de quatre pièces, et 20,5 % des logements ont cinq pièces ou plus.

#### Projets d'aménagements
Pour la décennie 2010, plusieurs projets d'aménagement de la ville ont lieu :                                      
- Le nouveau quartier de la Croix Rousse en plein centre-ville, à deux pas de la mairie et de l'église Saint-Léger. Les travaux devraient s'achever en 2016. Il s'agit de construire un ensemble de plusieurs bâtiments ayant des fonctions résidentielles et commerciales. Le nombre de logements ainsi créés serait de 90 appartements dont une partie ne serait pas locative. La surface commerciale s'élèverait elle à près de 850 m2 de surface en rez-de-chaussée. Des places de stationnement souterraines sont aussi prévues[19].

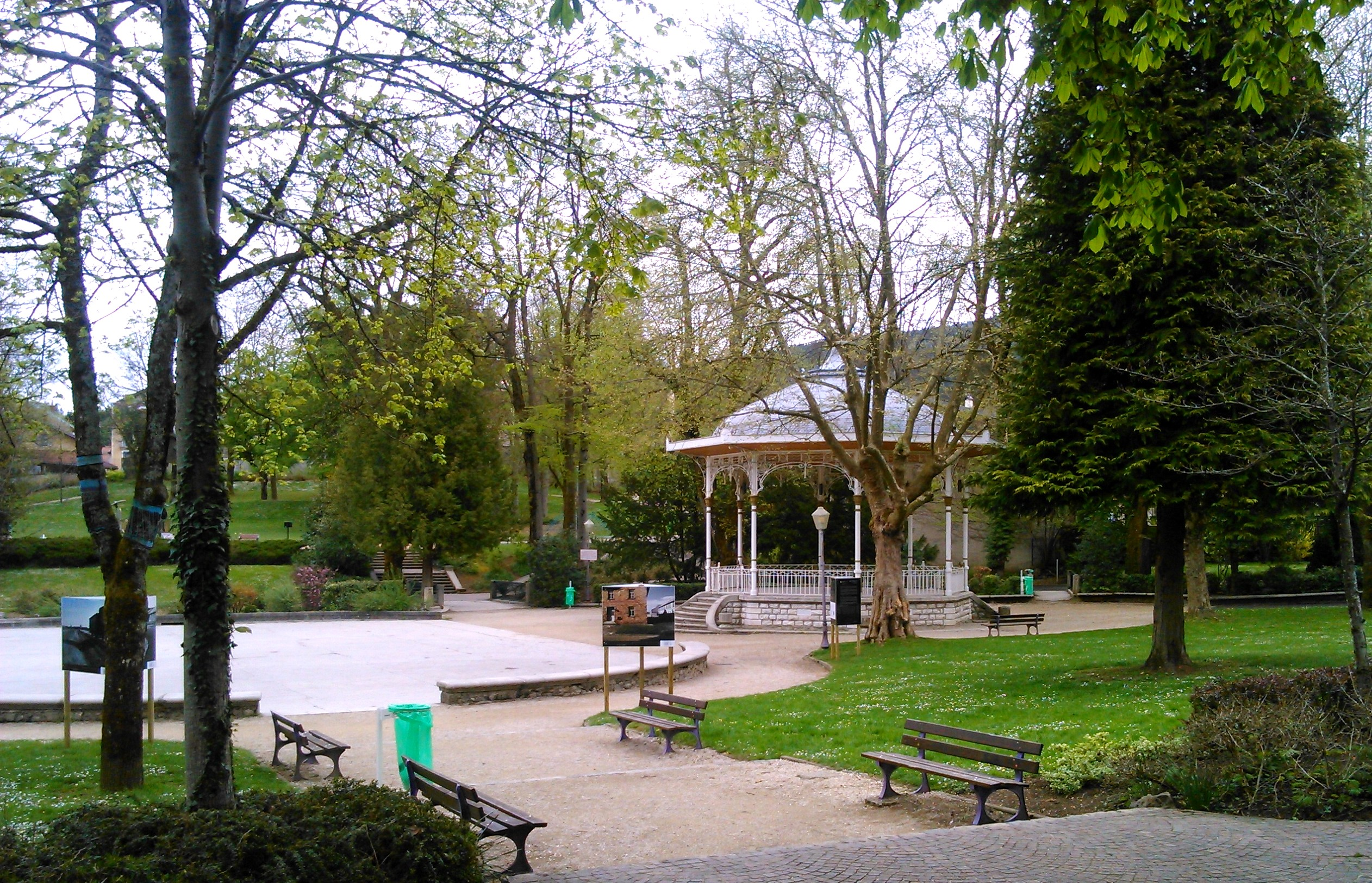
Parc René-Nicod, Oyonnax.

- Le nouveau visage du parc René-Nicod et du quartier Nord. Les travaux ont débuté en 2010. Avec la destruction de l'ancienne usine Bollé, le parc possède un nouveau lien avec l'extérieur. À partir de 2016, le sud du parc sera modifié avec des restructurations des aires de promenade, de la Sarsouille, des différentes activités proposées et de la flore du parc[20].
- L'extension et l'amélioration du stade Charles-Mathon, avec la volonté d'obtenir le label Stade LNR en 2015 en passant la capacité de places assises du stade à plus de 10 000 (contre 8 180 actuellement)[21].
- La Grande Vapeur, le Musée du peigne et de la plasturgie d'Oyonnax[22].
- Rétablissement du cours normal du Lange, réalisation d'un espace naturel et d'une place, au carrefour des rues Pasteur et Clément.
- Réhabilitations des quartiers prioritaires de La Forge et de La Plaine[21].

### Voies de communication et transports

#### Voies routières
La commune est desservie depuis novembre 1997 par l'A404 :
- 11 (Oyonnax) à 16 km : ville desservie Oyonnax ;
- 12 (ZI Nord) à 17 km : villes desservies Oyonnax et Arbent.

Tous les ménages oyonnaxiens ne possèdent pas une voiture. On sait que 18,6 % en sont dépourvus alors que 55 % en possèdent une et 26,4 % des ménages ont en leur possession deux voitures ou plus.

#### Transport ferroviaire
La commune est située le long de la ligne Andelot-en-Montagne - Montréal-la-Cluse. Une gare TER y est implantée.
La section Oyonnax - Brion a été neutralisée entre le 25 août 2005 et le 13 décembre 2010 dans le cadre de la rénovation de la ligne du Haut-Bugey pour permettre la liaison TGV entre les gares de Bourg-en-Bresse et Bellegarde-sur-Valserine.
Oyonnax est située à une quinzaine de kilomètres par la route de la halte TGV de Nurieux.

#### Transports en commun
Oyonnax et ses communes limitrophes sont équipées d'un réseau de transport en commun nommé Duobus. Il existe cinq lignes permanentes empruntées par des bus.

#### Transports aériens
Aérodrome d'Oyonnax - Arbent (aéroclub Jean-Coutty).

### Risques naturels

#### Risques sismiques
Selon son PLU, l'ensemble du territoire de la commune d'Oyonnax est situé en zone de sismicité no 3, dite « modérée » (sur une échelle de 1 à 5), comme la plupart des communes situées dans ce secteur du département de l'Ain.
| Type de zone | Niveau            | Définitions (bâtiment à risque normal) |
| ------------ | ----------------- | -------------------------------------- |
| Zone 3       | Sismicité modérée | accélération = 1,1 m/s2                |

## Toponymie
Comme de nombreux toponymes arpitans dans la région, le "x" ne sert qu'à marquer l'oxytonisme et donc ne se prononce pas. Ainsi, le nom de la ville se prononce [ɔjɔna], et la prononciation non-locale [ɔjɔnaks] est une erreur.
Le nom de la ville signifierait « presqu'île des brebis » (Oyo Naxos en grec), selon l'historien Bacon-Tacon.[réf. nécessaire] Toutefois, des recherches plus récentes apportent une autre théorie : le nom de la ville prendrait son origine au XIIe siècle, quand le sire de Thoire et Villars autorise l'établissement de constructions et de pâturages sur ses oyenna, c'est-à-dire ses propriétés.[réf. nécessaire]
Le nom de la ville est attesté successivement sous les formes suivantes : moyen latin (ablatif) Oionaco 1184, (nominatif) Oyennacus 1483 ; ancien francoprovençal Oenas v. 1250, Oyenà 1299/1369, Oyonas v. 1350 ; français moderne Oyonat XVIe s., Oyonnas XVIIe s., Oyonnax v. 1760 (Cassini).
Aujourd'hui, elle est surnommée « cité du plastique », « cité des peignes » ou encore « Oyo ».

## Histoire

### Moyen Âge

#### Monopole de la fabrication des peignes en bois
En 630, Clovis II, le fils de Dagobert Ier roi des Francs, se rend à Genève pour rencontrer le roi des Burgondes. Il y rencontre une jeune esclave, fille d'un roi saxon fait prisonnier et souhaite la demander en mariage. Sous cette volonté, Dagobert Ier envoie une délégation comprenant Léger d'Autun, pour demander au roi des Burgondes la main de la princesse et la ramener à Paris. Arrivant dans le secteur d'Oyonnax, au lieu-dit Sous-Nierme, la litière de Léger d'Autun se casse et blesse le chef de l'escorte. Des habitants d'Oyonnax lui procurent alors quelques soins et réparent le véhicule. Après son rétablissement, le cortège reprend la route bénéficiant de cadeaux de fabrication oyonnaxienne. En reconnaissance de ces gestes, Léger d'Autun, devenu évêque et conseiller de la reine Bathilde accorde à la commune le privilège de la fabrication des peignes en bois. La Saint-Léger est par ailleurs devenue la fête patronale de la commune d'Oyonnax.

### Temps Modernes

#### Guerre de Dix ans
Pendant la guerre de Dix Ans avec le comté de Bourgogne, l'armée comtoise commandée Philippe-Francçois de Bussolin s'empare de la ville les 2 et 3 février 1637. La ville sera en suite incendiée.

#### Développement
Appartenant au Moyen Âge aux sires de Thoire, Oyonnax n'est alors qu'une bourgade agricole depuis des siècles (52 habitants en 1601). Le premier développement naît à partir du XVIIe siècle, grâce à l'artisanat : le travail du bois et de la corne. Le second a lieu lors de la révolution industrielle du XIXe siècle : de petit village montagnard, Oyonnax devient un bourg industriel, dont certaines entreprises vendent leurs produits dans toute l'Europe. Le chemin de fer qui arrive en 1885 permet, au tournant du XXe siècle, de devenir une ville qui ne cesse alors de se construire. Y est produit de la nitrocellulose, avant qu'un centre de transformation de matières plastiques y soit installé.

### Époque contemporaine

#### Troisième République
En 1889, Oyonnax est la première ville de France à recevoir un transport d'électricité dit « longue distance », ouvrage de l'ingénieur Raclet. Cent ans plus tard, en octobre 1989, Oyonnax est alimentée en gaz naturel.

#### Seconde Guerre mondiale

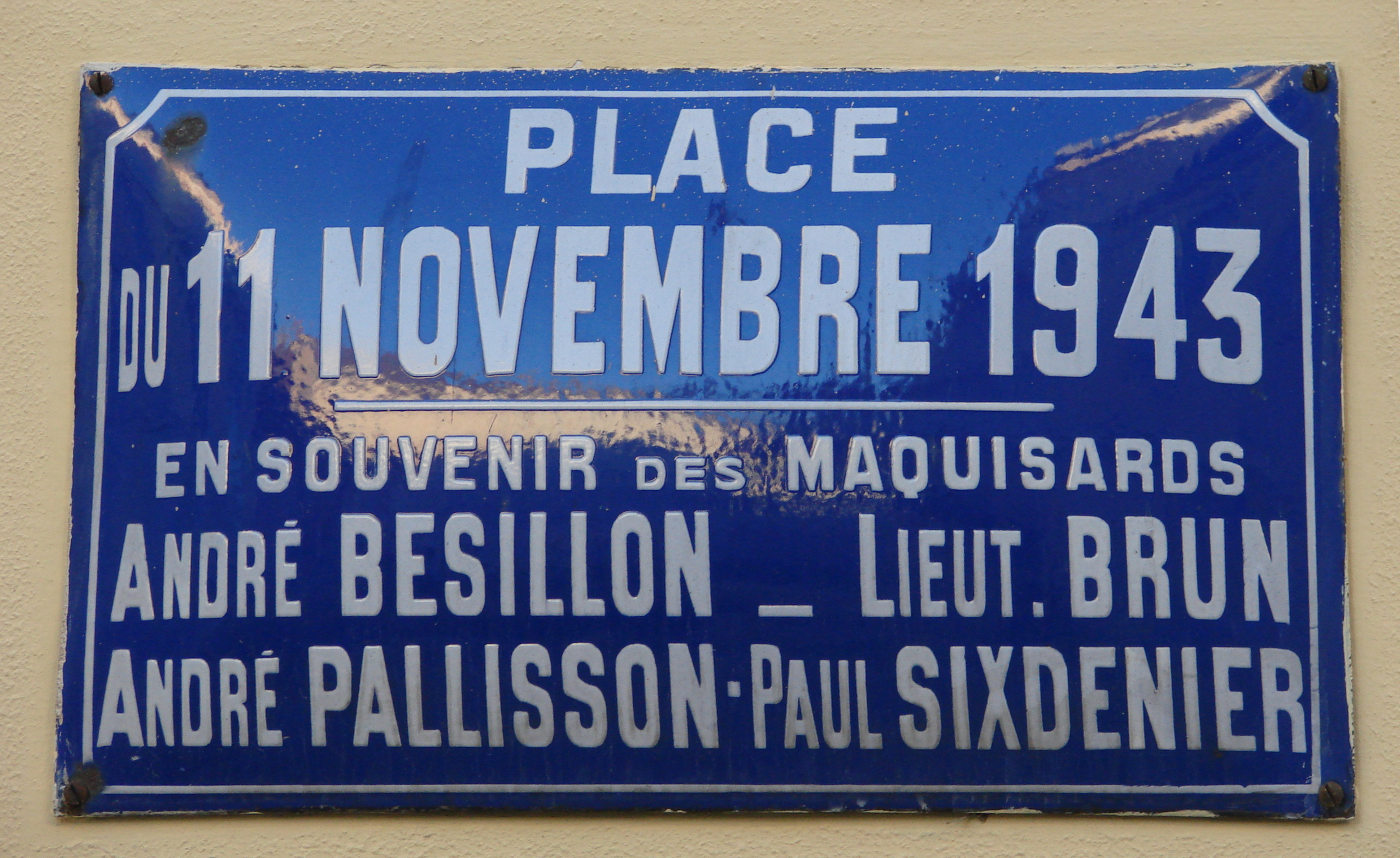
Place du 11-Novembre-1943 - Oyonnax.

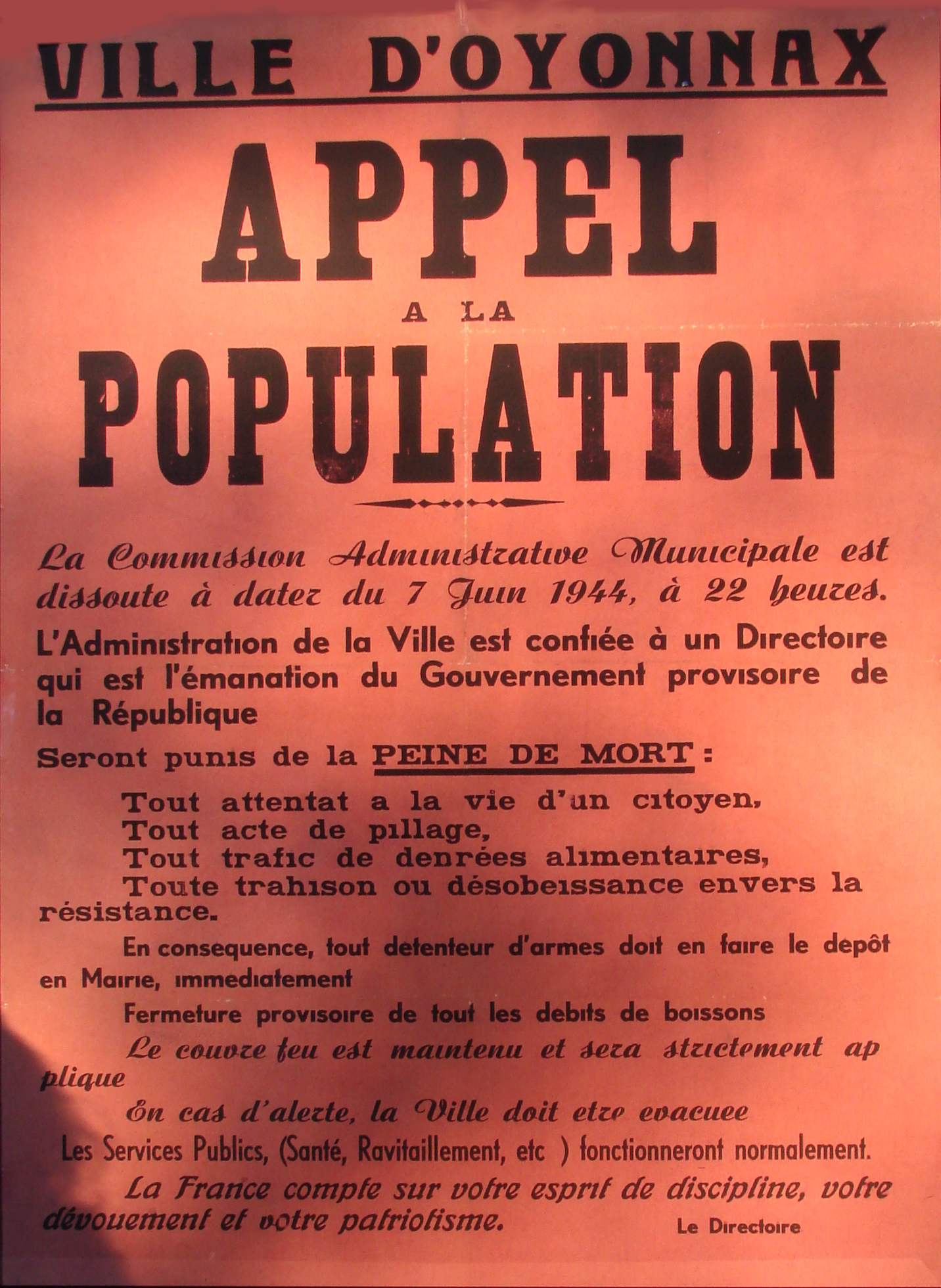
Appel à la population (Libération).

Le 11 novembre 1943 est le vingt-cinquième anniversaire de l'Armistice de 1918. Alors que le gouvernement du maréchal Philippe Pétain a interdit toutes cérémonies commémoratives de la victoire des Alliés sur l'Empire allemand, le chef des maquis de l'Ain, le capitaine Henri Romans-Petit, décide l'organisation d'un défilé pour contrer l'image de terroristes que le maréchal Pétain donnait aux maquisards. La ville d'Oyonnax est choisie pour l'activité intense de l'armée secrète locale. Les maquisards de la région défilent dans les rues de la commune jusqu'au monument aux morts malgré la présence toute proche de l'occupant, afin de signifier aux Alliés la détermination de la résistance. Ils y déposent une gerbe en forme de croix de Lorraine portant l'inscription : « Les vainqueurs de demain à ceux de 14-18 ». Oyonnax est, notamment grâce à ce fait, une des rares villes de France à arborer la médaille de la Résistance.
La présence de résistants incite des soldats du Reich à procéder à plusieurs rafles. L'une d'entre elles a lieu le 11 février 1944 et seize Oyonnaxiens sont déportés dans le camp de Mauthausen puis une autre le 9 avril où quarante-six personnes sont envoyées à Buchenwald.
Le 6 juillet 1944, le terrain d'aviation situé entre la commune et Arbent est victime du bombardement des nazis, la semaine suivante, le 13 juillet 1944 un bombardement ainsi qu'un mitraillage ont lieu sur la ville. Des personnes sont tuées et plusieurs habitations et commerces sont détruits, ainsi que l'école pratique qui avait été utilisée comme hôpital par les résistants. Les logements sont visités et pillés et le 15 juillet, les soldats ordonnent le rassemblement des voitures sur la place de la gare pour en récupérer les roues et les batteries. Quatre jours plus tard, soixante-deux hommes sont victimes d'une vague de déportations en direction du camp de concentration de Neuengamme.

#### Croissance démographique

La commune depuis 1973.

Au milieu des années 1950, une crise du logement conduit la ville d'Oyonnax, toujours en pleine croissance, à quasiment doubler le nombre de logements, grâce à la construction des quartiers de la Plaine et de la Forge, une nouvelle ville « juxtaposée » à l'ancienne. En moins de vingt ans, le nombre d'habitants double également.
En 1973, la commune d'Oyonnax fusionne en fusion association avec au nord-ouest la commune de Veyziat (ancien code INSEE 01440), qui le même jour absorbe en fusion simple au nord-est la commune de Bouvent (ancien code INSEE 01055).
Depuis une dizaine d'années, la ville voit sa population diminuer (variation de la population due aux entrées/sorties : -1,5 % par an), source INSEE.
Le 1er janvier 2015, la fusion association d'Oyonnax avec Veyziat est transformée en fusion simple.

### Décoration
- Médaille de la Résistance française (décret du 16 janvier 1947[2],[3]), remise le 8 mai 2022[33],[34].

## Politique et administration

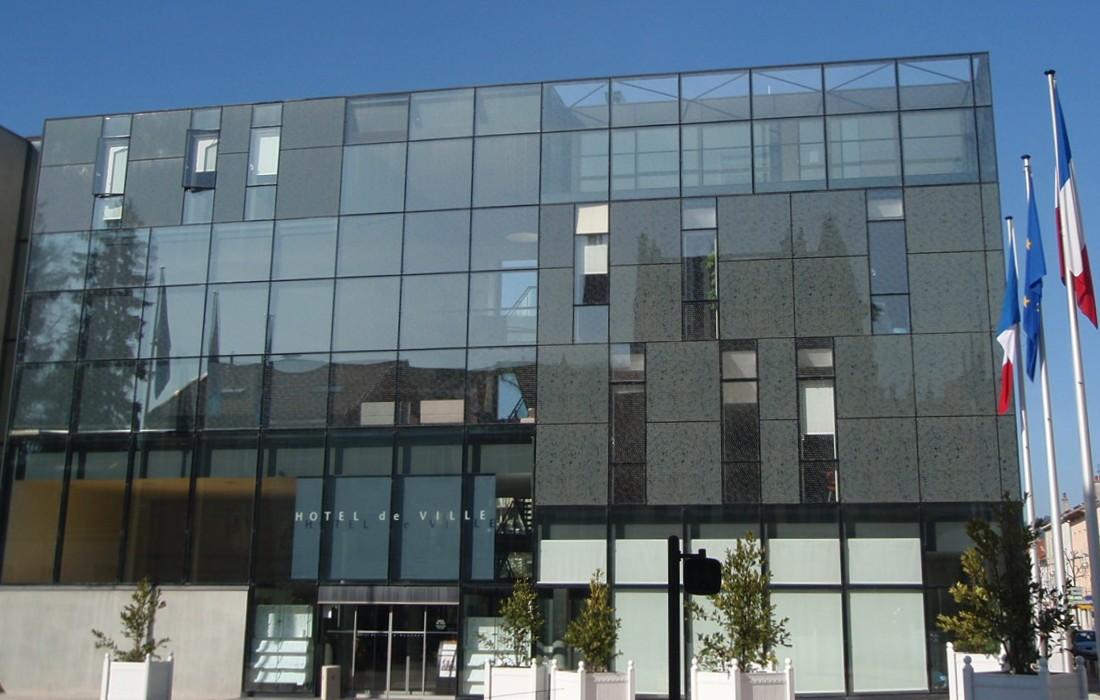
L'hôtel de ville de la commune.

Depuis le redécoupage cantonal de 2014, Oyonnax est chef-lieu du canton d'Oyonnax qui regroupe deux communes, Oyonnax et Arbent.

### Tendances politiques et résultats
Entre 1977 et 1983, le maire de la commune, Guy Chavanne est membre du PCF. Depuis les élections municipales de 1983, jusqu'à 2001, le nouveau maire Lucien Guichon est membre du RPR. Puis de 2001 à 2008, c'est un membre de l'UMP, Jacques Gobet, qui prend la tête du conseil municipal.
Michel Perraud conduit une liste dissidente à droite et devient maire en 2008. Il est réélu en 2014 puis en 2020.

### Administration municipale

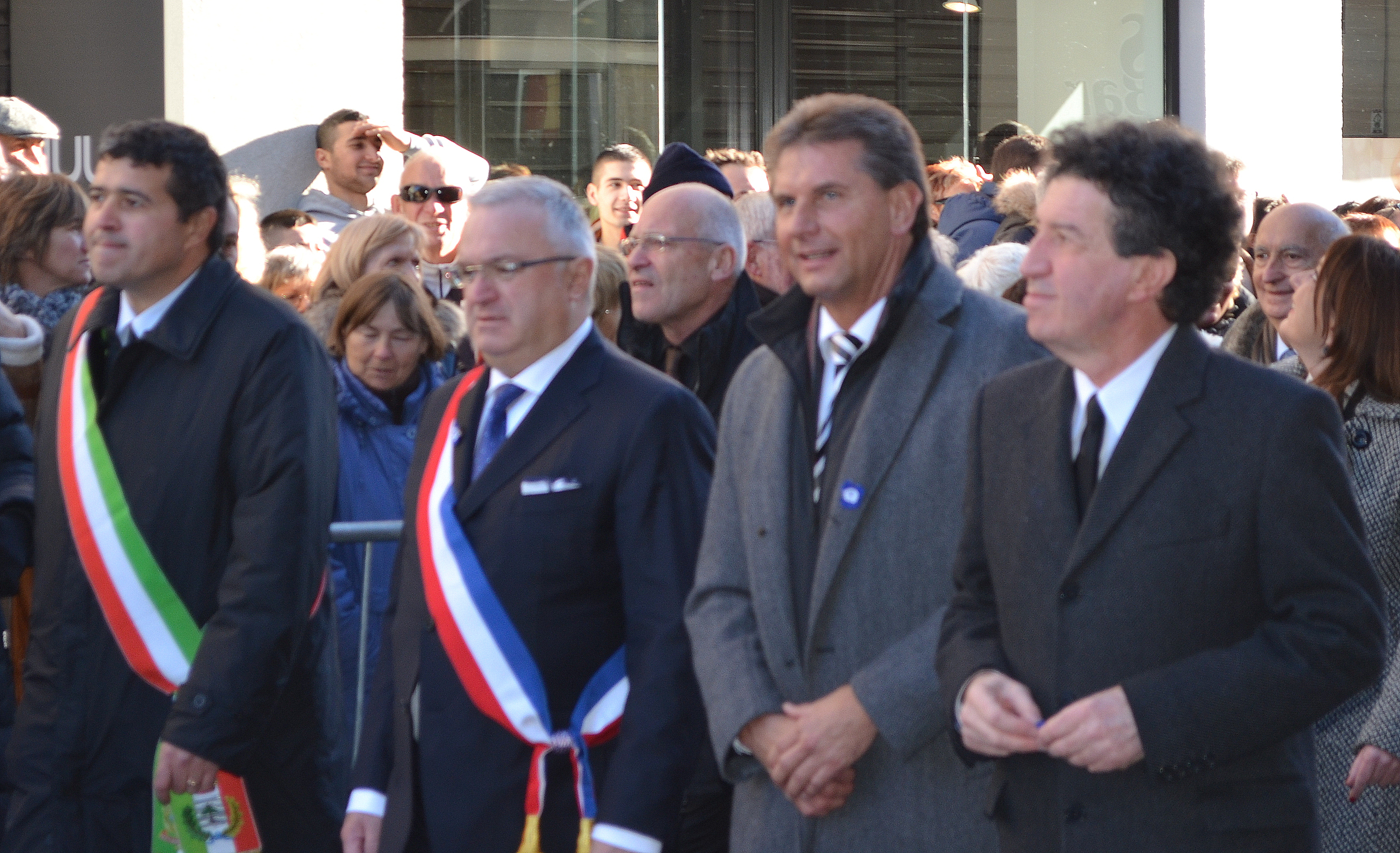
Le maire Michel Perraud lors de la cérémonie du du défilé du 11-Novembre-1943 à Oyonnax.

Le conseil municipal élu en 2014 compte 35 membres.
Voici ci-dessous le partage des sièges au sein du conseil municipal d'Oyonnax :
| Groupe              | Président       | Effectif | Statut     |
| ------------------- | --------------- | -------- | ---------- |
| Grandir ensemble    | Michel Perraud  | 29       | majorité   |
| L'avenir oyonnaxien | Julien Martinez | 4        | opposition |
| Oyonnax en commun   | Mylène Ferri    | 2        | opposition |

Le conseil municipal élu en 2020 rassemble 61 élus, répartis comme suit :
| Groupe              | Président                 | Effectif | Statut     |
| ------------------- | ------------------------- | -------- | ---------- |
| Grandir ensemble    | Michel Perraud            | 26       | majorité   |
| L'avenir oyonnaxien | Julien Martinez           | 6        | opposition |
| Oyonnax en commun   | Pascal Baudet             | 2        | opposition |
| Non affilié         | Philippe Tournier Billion | 1        | opposition |

### Liste des maires
| Période                                  | Période                 | Identité               | Étiquette                        | Qualité                                                     |
| ---------------------------------------- | ----------------------- | ---------------------- | -------------------------------- | ----------------------------------------------------------- |
| 1919                                     | 1942                    | René Nicod             | SFIO (1919-1920 SFIC (1921-1939) | Comptable Député (1919-1924; 1936-1942)                     |
| 1945                                     | 1947                    | Gustave Mermet-Guyenet | PCF                              | Ouvrier en peignes                                          |
| 1947                                     | 1950 (mort en fonction) | René Nicod             | SFIO                             |                                                             |
| 1942                                     | 1943                    | Paul Maréchal          |                                  |                                                             |
| mars 1953                                | mai 1953                | Jeanne Moirod          |                                  | Première femme                                              |
| mai 1953                                 | mars 1959               | Jean Guiraud           |                                  |                                                             |
| mars 1959                                | mars 1977               | Léon Emin              |                                  |                                                             |
| mars 1977                                | 1982                    | Guy Chavanne           | PCF                              | Conseiller général de l'ancien canton d'Oyonnax (1976-1982) |
| 1982                                     | mars 1983               | Robert Subtil          | PCF                              |                                                             |
| mars 1983                                | mars 2001               | Lucien Guichon         | RPR                              |                                                             |
| mars 2001                                | mars 2008               | Jacques Gobet          | RPR puis UMP                     |                                                             |
| mars 2008                                | En cours                | Michel Perraud         | UDI                              | Conseiller général (depuis 2001)                            |
| Les données manquantes sont à compléter. |                         |                        |                                  |                                                             |

### Instances judiciaires et administratives
La ville d'Oyonnax ne possède pas d'instance judiciaire, elle dépend d'autres villes du département de l'Ain telle que Nantua.

### Espaces verts et fleurissement
Il existe à Oyonnax de nombreux espaces de verdure. La ville accueille parcs urbains et squares, ainsi que des zones naturelles et de sous-bois.

### Jumelages
| \| Eislingen/Fils Oyonnax \| Localisation d'Oyonnax et d'Eislingen/Fils. |
| Eislingen/Fils Oyonnax                                                   |

La ville d'Oyonnax est jumelée avec une ville étrangère (rappelons que le jumelage est une relation établie entre deux villes et se concrétise par des échanges socio-culturels et/ou sportifs) :
- Eislingen/Fils (Allemagne) depuis décembre 2001 située à 640 kilomètres dans le land de Bade-Wurtemberg[39],[40].

## Population et société

### Démographie
L'évolution du nombre d'habitants est connue à travers les recensements de la population effectués dans la commune depuis 1793. Pour les communes de plus de 10 000 habitants les recensements ont lieu chaque année à la suite d'une enquête par sondage auprès d'un échantillon d'adresses représentant 8 % de leurs logements, contrairement aux autres communes qui ont un recensement réel tous les cinq ans,.
En 2022, la commune comptait 22 378 habitants, en évolution de −0,8 % par rapport à 2016 (Ain : +5,15 %, France hors Mayotte : +2,11 %).
| 1793  | 1800  | 1806  | 1821  | 1831  | 1836  | 1841  | 1846  | 1851  |
| ----- | ----- | ----- | ----- | ----- | ----- | ----- | ----- | ----- |
| 1 099 | 1 178 | 1 275 | 1 207 | 1 974 | 2 279 | 2 593 | 2 608 | 3 245 |

| 1856  | 1861  | 1866  | 1872  | 1876  | 1881  | 1886  | 1891  | 1896  |
| ----- | ----- | ----- | ----- | ----- | ----- | ----- | ----- | ----- |
| 3 342 | 3 501 | 3 547 | 3 272 | 3 530 | 3 847 | 4 231 | 4 461 | 4 652 |

| 1901  | 1906  | 1911  | 1921   | 1926   | 1931   | 1936   | 1946   | 1954   |
| ----- | ----- | ----- | ------ | ------ | ------ | ------ | ------ | ------ |
| 6 140 | 7 851 | 9 557 | 10 083 | 11 617 | 11 336 | 10 166 | 10 156 | 11 773 |

| 1962   | 1968   | 1975   | 1982   | 1990   | 1999   | 2006   | 2011   | 2016   |
| ------ | ------ | ------ | ------ | ------ | ------ | ------ | ------ | ------ |
| 14 830 | 19 777 | 23 007 | 22 739 | 23 869 | 24 162 | 23 618 | 22 459 | 22 559 |

| 2021   | 2022   | - | - | - | - | - | - | - |
| ------ | ------ | - | - | - | - | - | - | - |
| 22 277 | 22 378 | - | - | - | - | - | - | - |

#### Pyramide des âges
En 2021, le taux de personnes d'un âge inférieur à 30 ans s'élève à 38,2 %, soit au-dessus de la moyenne départementale (35,3 %). À l'inverse, le taux de personnes d'âge supérieur à 60 ans est de 23,7 % la même année, alors qu'il est de 24,3 % au niveau départemental.
En 2021, la commune comptait 11 031 hommes pour 11 246 femmes, soit un taux de 50,48 % de femmes, légèrement inférieur au taux départemental (50,65 %).
Les pyramides des âges de la commune et du département s'établissent comme suit :
| Hommes | Classe d’âge | Femmes |
| ------ | ------------ | ------ |
| 0,7    | 90 ou +      | 1,7    |
| 6,1    | 75-89 ans    | 8,4    |
| 14,8   | 60-74 ans    | 15,6   |
| 20,6   | 45-59 ans    | 19,2   |
| 17,4   | 30-44 ans    | 19,2   |
| 17,9   | 15-29 ans    | 14,9   |
| 22,5   | 0-14 ans     | 21,1   |

| Hommes | Classe d’âge | Femmes |
| ------ | ------------ | ------ |
| 0,6    | 90 ou +      | 1,6    |
| 6,3    | 75-89 ans    | 8,1    |
| 15,5   | 60-74 ans    | 16,2   |
| 21     | 45-59 ans    | 20,4   |
| 19,8   | 30-44 ans    | 19,8   |
| 16,4   | 15-29 ans    | 15     |
| 20,4   | 0-14 ans     | 18,9   |

#### Immigration
Ayant connu une forte augmentation de sa population depuis deux siècles, la ville compte une grande proportion de personnes immigrées (en 2008 : 6 385 immigrés soit 27,6 % de sa population) ou d'origine étrangère. En effet l'artisanat et l'industrie ont demandé de la main-d'œuvre au fil des années : c'est ainsi qu'au XIXe siècle, la ville fait appel à des Auvergnats et des Italiens pour faire face à l'augmentation de la production. À la suite des différentes migrations des années suivantes, la ville est aujourd'hui composée d'une grande diversité d'origines. En 1999, 54,4 % des jeunes de moins de 18 ans étaient d'origine étrangère (au moins un parent immigré) dont 37,3 % d'origine maghrébine, subsaharienne ou turque,.

### Enseignement
Oyonnax possède 4 collèges et 3 lycées dont :
- Lycée Paul-Painlevé
- Lycée Arbez-Carme (Bellignat)
- Collège Ampère (REP+)
- Collège Lumière (REP+)
- Collège Jean-Rostand (REP+)
- Collège Saint-Joseph (établissement privé)
- Lycée Saint-Joseph (établissement privé)

Elle possède aussi 19 écoles maternelles et primaires. Il y a également 2 écoles supérieures, le site de plasturgie de l'INSA de Lyon (formation GMPP) et l'Institut de formation d'aides-soignantes.
À noter également qu'une école est annexée à l'institut médico-éducatif « des Sapins », localisé à Oyonnax.

### Manifestations culturelles et festivités
- La fête de l'Hiver, mi-décembre
- La fête du Printemps, mars
- Carnaval
- Défilé des classes (le 1er samedi de juin)
- La fête de l'Eau, septembre

### Santé
La commune est dotée d'un centre hospitalier (CH) qui est un établissement public de santé. Le centre hospitalier du Haut-Bugey a été ouvert en 2007 et a permis le regroupement des hôpitaux d'Oyonnax et de Nantua qui dataient de l'avant-guerre, mais également une mise aux normes de leurs infrastructures.

### Sports
Oyonnax est une ville sportive. L'Union sportive Oyonnax rugby est une équipe de rugby à XV qui évolue en Top 14 de 2013 à 2016 et depuis 2023. L'aéroclub Jean-Coutty a été créé en 1933. Le centre omnisports est voué à l'accueil des sports collectifs tels que le basket-ball, le volley-ball, le handball ainsi que toutes les disciplines individuelles : gymnastique, boxe, judo, escrime. La ville compte de nombreux autres clubs, les plus anciens étant ceux de cyclisme et de gymnastique. Le centre nautique présente un équipement complet : pataugeoire, bassin d'apprentissage, toboggan couvert, bassin familial de 25 m, piscine olympique (qui servait quelquefois de bassin d'entraînement à Laure Manaudou). Depuis 1980, le club de canoë-kayak emmène chaque année une dizaine de jeunes aux championnats de France et a déjà obtenu plus de 100 titres nationaux, une médaille d'argent aux Jeux olympiques de Barcelone en 1992 (Sylvain Curinier) et une médaille de bronze aux Jeux olympiques de Sydney en 2000 (Anne-Lise Bardet). Le footballeur Steed Malbranque a passé une partie de son enfance à Oyonnax. Le footballeur Boulaye Dia évoluant à Villarreal pour la saison 2022-2023 est né et a grandi à Oyonnax natif du quartier de la Forge dit la ZUP.
Oyonnax a accueilli la finale de la Coupe de France des rallyes amateurs à l'automne 2013, ainsi que le Tour de France en 2014, en tant que ville-arrivée.

### Médias

#### Presse locale
- Le journal Le Progrès propose une édition locale aux communes du Haut-Bugey. Il parait du lundi au dimanche et traite des faits divers, des évènements sportifs et culturels au niveau local, national et international.
- Le journal La Voix de l'Ain est aussi distribué dans le Haut-Bugey[50].

#### Télévision
- La chaîne France 3 Rhône-Alpes est disponible dans la région. Elle émet depuis les sites TNT de Sièges à Viry, de Mons et des Grandes Roches[51] comme les autres chaînes de la TNT.

#### Radios
Une quinzaine de radios privées diffusent sur l'agglomération, dont deux radios associatives locales :
- RCF Pays de l'Ain (88.1 FM) : radio locale chrétienne.
- Radio Capsao (89.9 FM), une radio originaire de Lyon diffusant des musiques "ensoleillées" (latino, zouk...). Cette radio est arrivée en 2011 et propose un programme local à destination des Oyonnaxiens[52].
- Radio 74 (91.6 FM) : radio associative bilingue (français-anglais) basée à Saint-Julien-en-Genevois[53].
- PFM Radio (105.9 FM), la radio associative dont les studios se trouvent à Bellignat[54].

Plusieurs radios locales commerciales sont sur Oyonnax :
- ODS Radio (89.4 FM) est la radio locale commerciale basée à Annecy-le-Vieux. Elle appartient au groupe Espace.
- Plein Air (99.1 FM) est une radio provenant de la ville Doubs[55].
- FC Radio l'Essentiel (101.4 FM) est une radio basée à Montluel, près de Lyon[56]. Elle diffuse notamment les matchs du FBBP01.

France Bleu Pays de Savoie possède aussi une fréquence sur Oyonnax (102.6 FM). Elle est la radio publique des Alpes et ses studios sont à Chambéry.

## Économie

### Revenus de la population et fiscalité
En 2010, les revenus moyens par ménage oyonnaxien est d'environ 11,1 €/h contre 12,5 €/h au niveau du département. Le nombre de redevables de l'impôt sur la fortune est de 122 pour la commune. L'impôt moyen sur la fortune est de 9 117 €/an contre 5 683 €/an pour la moyenne nationale. Le patrimoine moyen des redevables de l'ISF à Oyonnax est estimé à près de 1 957 644 €/an.

### Emploi
La population active totale d'Oyonnax s'élève à 10 365 personnes. Le taux de chômage est de 16,3% (2020).
Répartition des emplois par domaine d'activité
|                             | Agriculteurs | Artisans, commerçants, chefs d'entreprise | Cadres, professions intellectuelles | Professions intermédiaires | Employés | Ouvriers |
| --------------------------- | ------------ | ----------------------------------------- | ----------------------------------- | -------------------------- | -------- | -------- |
| Oyonnax                     | 0,2%         | 5,5 %                                     | 11,5 %                              | 22,9 %                     | 23,2 %   | 36,7 %   |
| Moyenne nationale           | 2,4 %        | 6,4 %                                     | 12,1 %                              | 22,1 %                     | 29,9 %   | 27,1 %   |
| Sources des données : INSEE |              |                                           |                                     |                            |          |          |

### Entreprises de l'agglomération
L'artisanat, notamment le tournage d'articles en bois ou en corne fut initialement un moyen de s'affranchir des difficultés paysannes dues à la rudesse du climat et à la relative pauvreté de la terre. Les cours d'eau environnants permettaient aux artisans d'utiliser des moulins à eau.
La ville s'est spécialisée vers la fin du XVIIIe siècle dans la fabrication de peignes à cheveux en bois puis en corne tout en suivant de près les évolutions technologiques. Cette production s'est industrialisée à la fin du XIXe siècle, avant de subir une révolution : l'arrivée du plastique, avec le celluloïd en 1880 puis la galalithe en 1918, le Rhodoïd en 1930 et enfin à partir de 1935 le polystyrène et d'autres matières plus adaptées aux techniques de moulage.
Oyonnax ne cessera alors de se développer dans le domaine de la plasturgie, avec la création de centaines d'entreprises couvrant toutes les composantes du secteur, et un éventail de produits très variés allant de la lunette aux meubles de jardin, en passant par les jouets. L'industrie d'Oyonnax a été marquée par Clé, Gilac, Grosfillex, Bollé, Écoiffier, Minialuxe, Riviera, G. Convert (poupons Nano, bateaux et planches à voile) ou encore Berchet. L'entreprise Emin-Leydier possède également un site de production d'emballage carton.
Oyonnax est aujourd'hui au centre de la Plastics Vallée, qui a été reconnue en 2005 comme pôle de compétitivité pour la plasturgie. Le bassin regroupe 660 entreprises dans le secteur de la plasturgie, sur 14 parcs industriels. Le pôle européen de la plasturgie, inauguré en 1989, est un centre de compétences doté de moyens scientifiques et techniques performants.

### Commerce

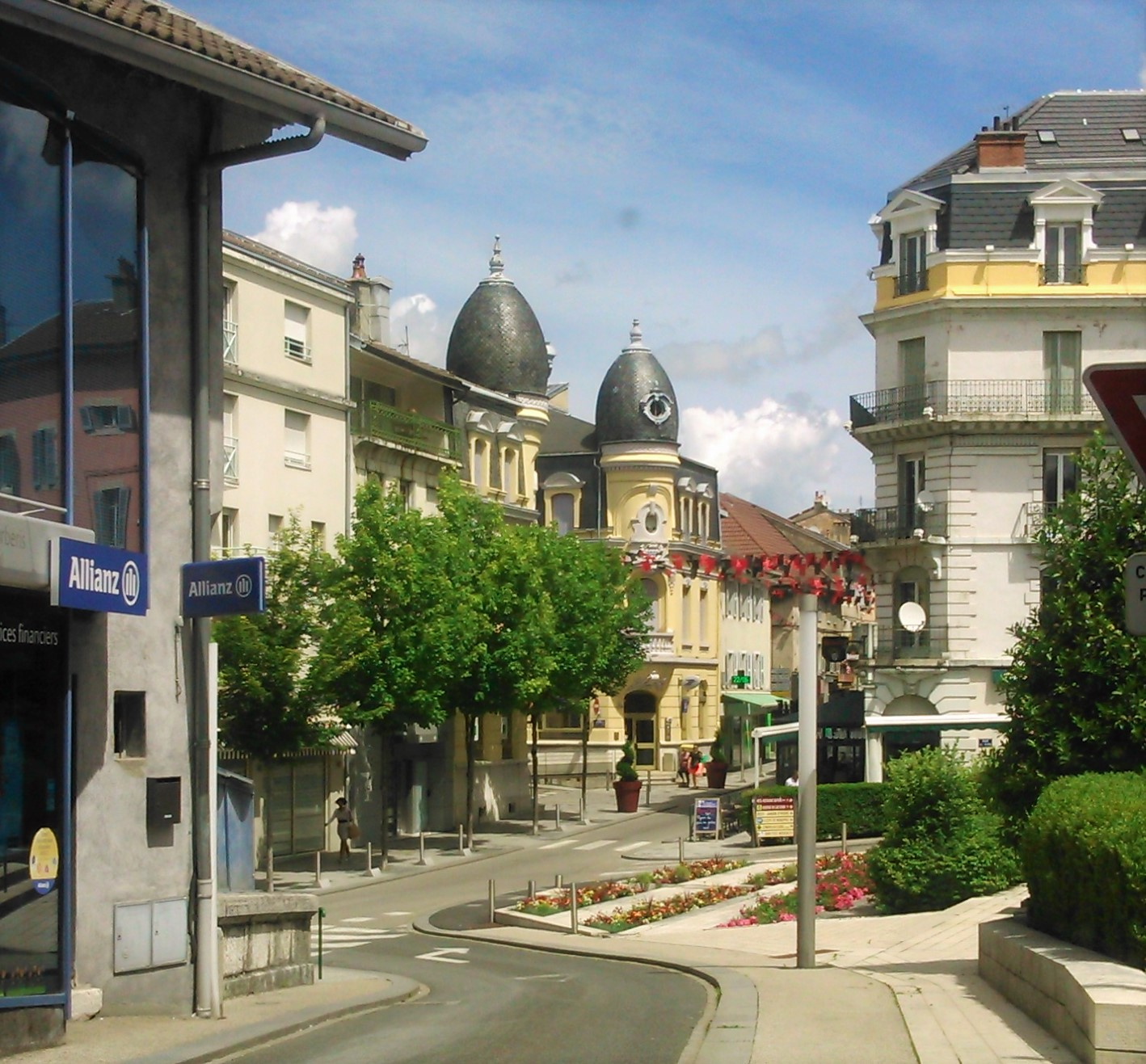
Centre ville d'Oyonnax.

Le centre-ville de la commune comprend de nombreux petits commerces de proximité, des boutiques et services. Certains ont formé le pôle du commerce, union qui organise des actions commerciales chaque année.

## Culture et patrimoine

### Lieux et monuments
Arrêt du chemin de fer touristique de la « Ligne des hirondelles ».

#### La Grande Vapeur

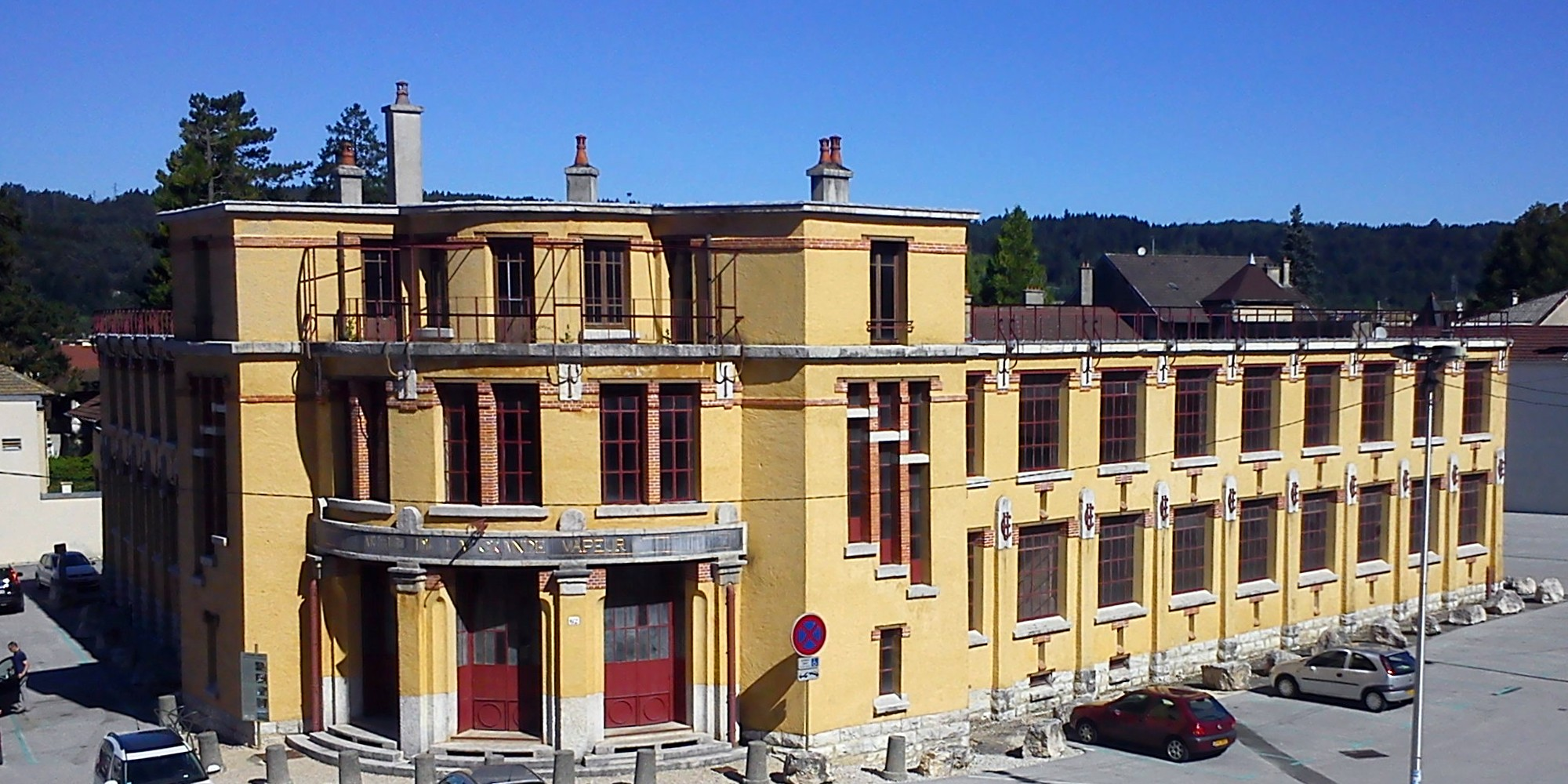
Vue générale de l'usine de la Grande Vapeur.

Ce monument a été renommé, la « Grande Vapeur » désignant à l'origine un autre bâtiment plus ancien qui fournissait de l'énergie grâce à la vapeur et qui appartenait à la Société du moteur industriel. Cette première Grande Vapeur a ensuite changé d'usage plusieurs fois jusqu'à devenir une salle de cinéma avant sa destruction en 2001.
La Grande Vapeur est un bâtiment construit en 1905, par l'architecte Auguste Chanard. À l'époque c'est une usine d'une nouvelle génération : elle est composée d'une soixantaine de cabines individuelles branchées sur un seul moteur grâce à la transmission de courroies. Elles sont louées par les ouvriers, appelés « piéçards » car payés à la pièce. Ceux-ci sont donc totalement indépendants, hormis le fait qu'ils sont sous l'autorité de l'Union électrique — ancien nom d'EDF — propriétaire des lieux et fournisseur de l'énergie nécessaire aux machines. L'usine fonctionne ainsi un demi-siècle, avant l'invention de la presse à injecter.
En 1967, la ville d'Oyonnax rachète le bâtiment à EDF, qui n'en a plus aucune utilité. Il est classé monument historique en 1988, et est réhabilité afin d'accueillir le Musée du peigne et de la plasturgie.

#### Maison Brunet, ancienne mairie
Il s'agit du bâtiment de l'ancienne mairie a été édifié au XVIIe siècle. Actuellement, il abrite la « Maison de la Sécurité ».

#### Place de la Croix-Rousse
Cette place se situe au cœur d'un quartier (en plein réaménagement) qui porte le même nom. Ce sont les industriels lyonnais lors de leurs collaborations avec leurs homologues oyonnaxiens qui ont souligné par ce surnom la ressemblance géographique avec la Croix-Rousse lyonnaise : une forte présence industrielle dans un quartier en pente et accessible par des montées très raides, rue du 8-Mai-1945, rue du Muret et rue du Château. La place ne constitue qu'une terrasse puisque la rue de la Paix, également très pentue, amène aux quartiers supérieurs de la ville (place des Déportés-de-1944, lycée Paul-Painlevé). Pour la différencier de la lyonnaise, la Croix-Rousse oyonnaxienne a longtemps porté un "s" final (Croix-Rousses), désormais abandonné.

#### Château
Le château qui date des XVe et XVIe siècles est situé près d'une fontaine de la Bienne.

#### Monuments aux morts

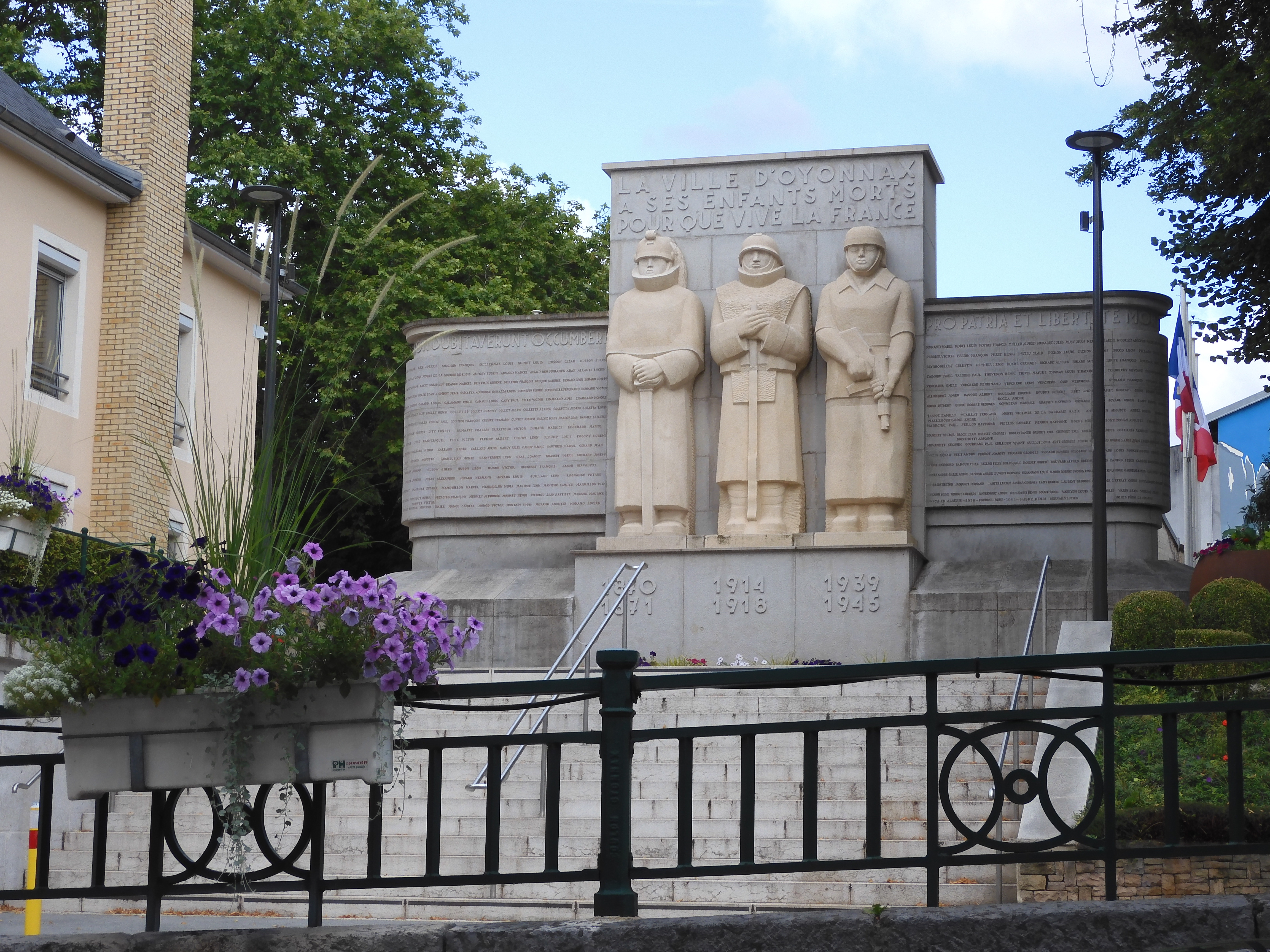
Monument aux morts des 3 Géants de Pierre.

Quelquefois connu au niveau local sous l'appellation « Les Géants de Pierre », ce grand monument commémoratif a été réalisé par Charles Machet, originaire du Bugey. Son installation date de 1947. Il possède la particularité de se présenter essentiellement sous la forme de trois grandes statues de soldats représentant un cuirassier de la guerre de 1870-1871, un poilu de la Première guerre mondiale et un soldat de la Seconde guerre mondiale. Copiées à l'identique à Champdor, dans l'Ain au début des années 2020 par des artisans tailleurs de pierre, de nouvelles statues ont remplacé l'œuvre originale qui a été conservée par respect du devoir de mémoire. La façade arrière présente une fresque qui rappelle le défilé du 11-Novembre-1943 ainsi que des maquisards attaquant un convoi allemand. Les noms de tous les morts locaux victimes de ces trois guerres sont inscrits autour du monument. Une grande dalle, sur laquelle est gravée une croix de Lorraine et des inscriptions, se situe à l'avant du bâtiment. Elle recouvre les cendres d'un maquisard inconnu torturé et assassiné par les Allemands dans le secteur du maquis situé autour d'Oyonnax.

#### Monuments religieux

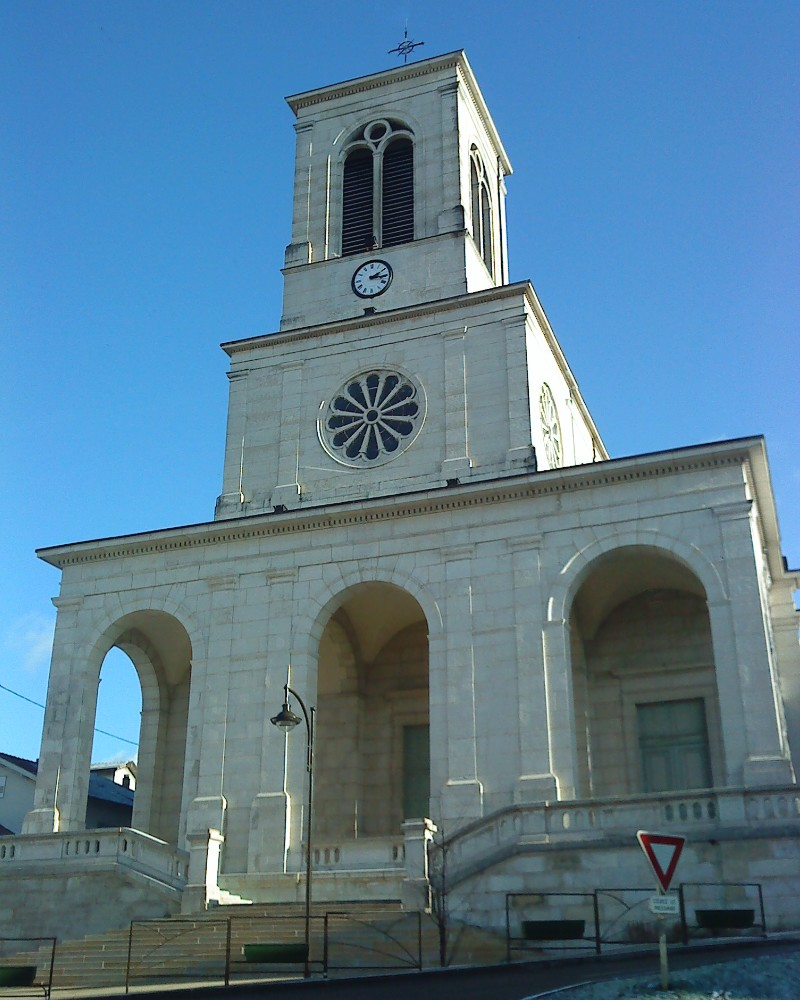
Église Saint-Léger.

- Église Saint-Clair de Veyziat, gothique, place Saint-Clair, elle fut construite aux XVe et XVIe siècles, et est dédiée à saint Clair. Des fresques murales datées de la fin du XIVe début du XVe siècle, ont été retrouvées sous une couche d’enduit.
- Église Saint-Léger, place Émile-Zola, restauration de l'église (1839), par l'architecte Chenavard.
- Église Notre-Dame, quartier de la Plaine, rue Normandie-Niemen (moderne) conçue par l'architecte Pierre Pinsard.. Elle fut achevée en 1969 et inaugurée en 1970. Le premier prêtre fut l'abbé Morel. L'église d'inspiration brutaliste est en béton. Elle fut réalisée par la société Billiez-Godet d'Oyonnax sous la maîtrise de René Collet, chef de chantier[réf. souhaitée].
- Église Saint-Léger d'Oyonnax.
- Chapelle Sainte-Madeleine, rue de la Chapelle à Bouvent.
- Église évangélique, rue des Sources à Geilles.
- Salle du Royaume, quartier des Sauges à Geilles.

#### Patrimoine naturel

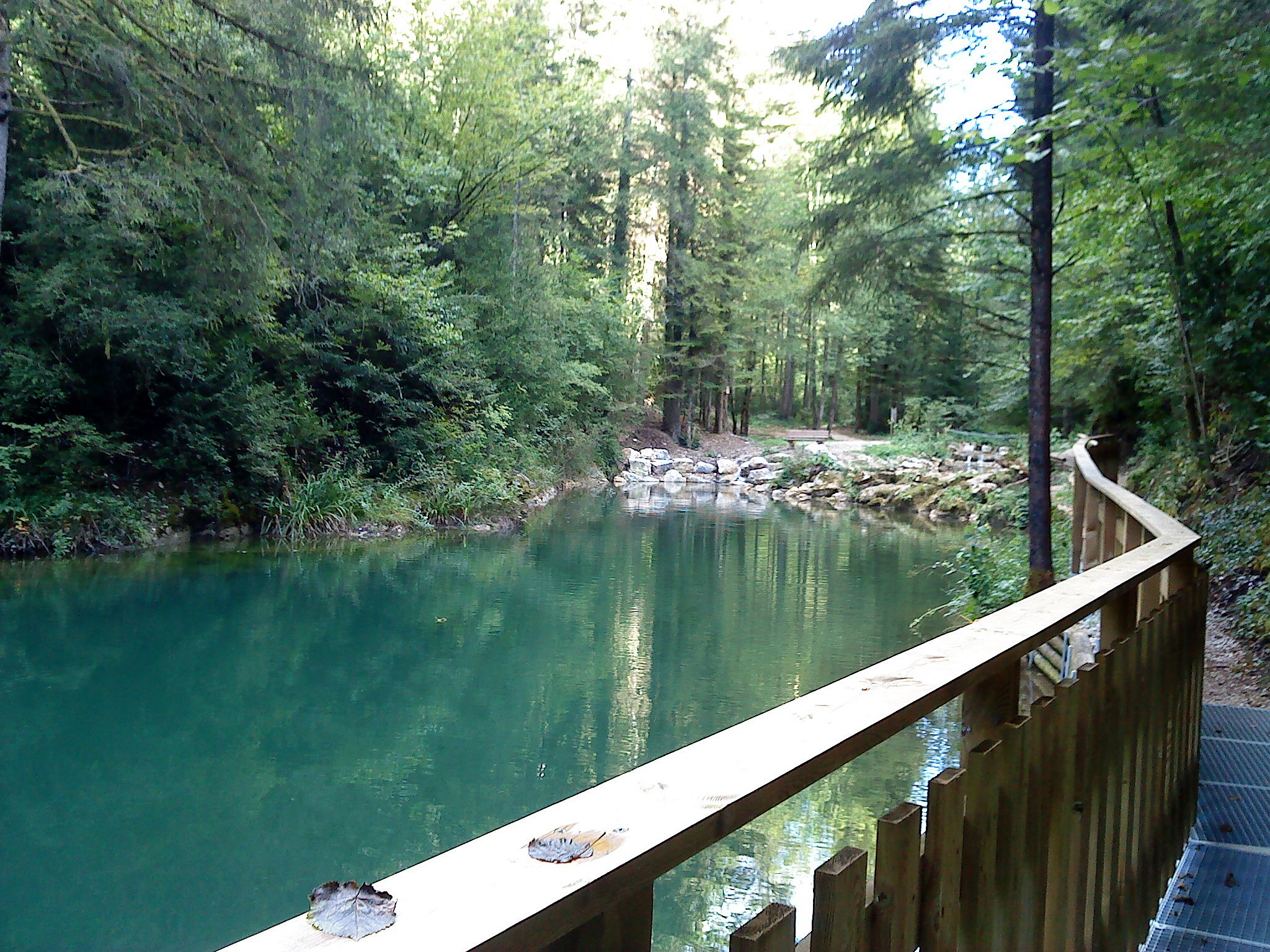
Le sentier de la Sarsouille.

Oyonnax est une ville fleurie avec deux fleurs attribuées par le Conseil national des villes et villages fleuris de France au concours des villes et villages fleuris On trouve au sein de la commune de nombreux espaces verts et de promenades, tels que :
- le lac Genin ;
- le parcours sportif de la Bretouze ;
- le sentier de la Sarsouille ;
- le parc René-Nicod ;
- le parc de l'Oyonnalite ;
- de nombreux squares.

### Gastronomie
Le saucisson au vin rouge est l'une des recettes typiques de la commune.

### Patrimoine culturel
Dans le quartier de la Plaine se situe le centre culturel Aragon qui abrite entre autres deux théâtres (640 et 100 places), l'École nationale de musique et de danse, et le Musée du peigne et de la plasturgie. Ce musée sera à terme déplacé dans la « Grande Vapeur ». On peut y voir des collections de peignes ornementaux, des robes en plastique du couturier Paco Rabanne et l'histoire de la plasturgie.
Hormis les associations sportives, la commune dispose d'un tissu associatif de plus de cinquante associations.

### Cinéma
- 1964 : 325 000 Francs de Jean Prat (extrait en ligne)

### Personnalités liées à la commune

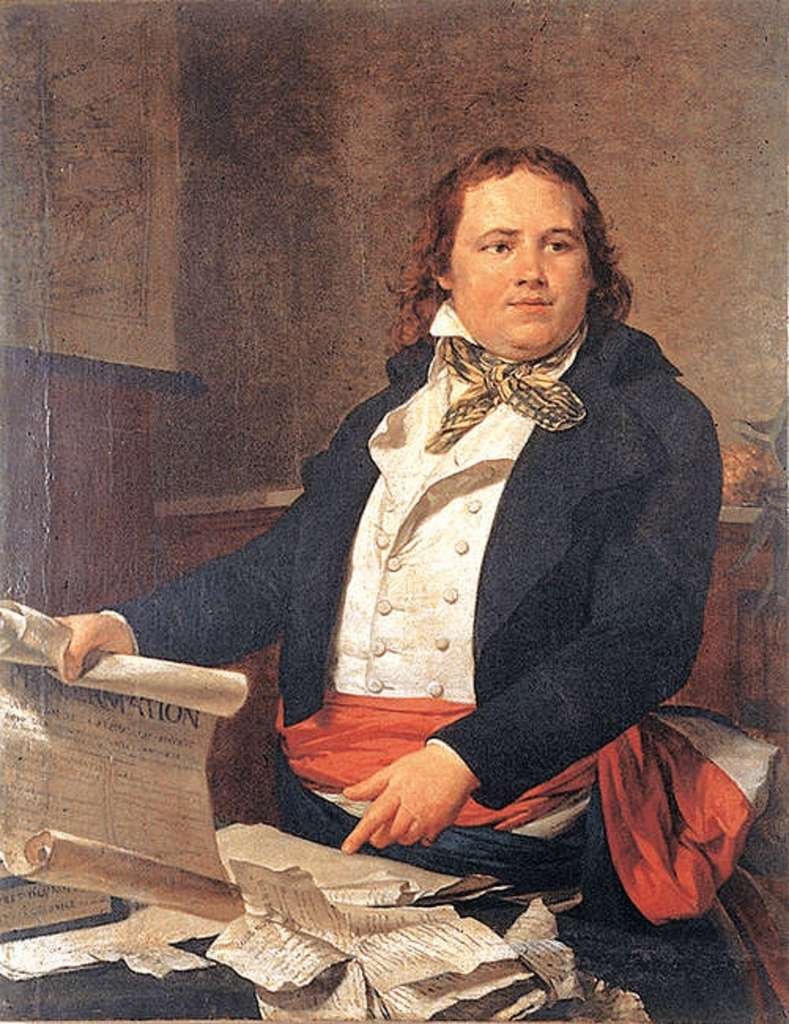
Portrait de Léger-Félicité Sonthonax.

Personnalités classées par ordre chronologique de naissance :
- Saint Léger ou Leodogarius (sur les bords du Rhin, en Austrasie v. 615 - forêt de Sarcing, auj. Lucheux, Somme 678) : évêque d'Autun ; en 639, victime d'un léger accident lors d'un passage à Oyonnax (sous Nierme), il fut dépanné par les habitants. Plus tard, devenu évêque et en remerciement, il octroya à Oyonnax le monopole de la fabrication des peignes en buis dont se servaient à l'époque les guerriers francs. Ceci fit la fortune de la ville. Saint Léger fut martyrisé et mourut décapité.
- Anthoine Brunet, sieur de Péron (Oyonnax v. 1600 - Montanges, Ain 1639) : capitaine d'un corps-franc bugiste d'Echallon lors de la guerre de Dix Ans (1634-1644). La mémoire collective se souvenait de lui, encore assez récemment, comme du « brave Capitaine Brunet » ; son prénom, ainsi que ses origines géographiques, familiales et sociales, furent redécouvertes tardivement[65].
- Pierre Jean Jacques Bacon-Tacon (Oyonnax 1738 - Paris 1817) : médecin, archéologue et écrivain.
- Léger-Félicité Sonthonax (Oyonnax 1763 - id. 1813) : révolutionnaire girondin ; il fut le premier Français abolitionniste de l'esclavage.
- Avit Delacour (1822 - 1850) : poète.
- Marie-Léon Arbez-Carme (Saint-Claude, Jura 1858 - 1928) : sculpteur, graveur, chimiste, ingénieur, inventeur et journaliste ; ses travaux, quasiment secrets, firent considérablement avancer la recherche sur l'industrie des matières plastiques à Oyonnax.
- Adrien Rougier (Vernaison, Rhône 1892 - Lyon, Rhône 1984) : organiste et chef d'orchestre, inaugure en 1947 l'orgue de l'église Saint-Léger[66].
- Henri Romans-Petit (Firminy, Loire 1897 - Ceignes, Ain 1980) : colonel, chef des maquis de l'Ain et du Haut-Jura dès 1942 ; il organisa (à la tête de ses maquisards), le 11 novembre 1943, « au nez et à la barbe » de l'occupant nazi, un défilé dans les rues d'Oyonnax avec dépôt de gerbe au monument aux morts.
- Charles Mathon (Oyonnax 1905 - Druillat, Ain 1944) : joueur de rugby à XV et de rugby à XIII. Le plus grand équipement sportif de la ville d'Oyonnax porte son nom : le Stade Charles-Mathon.
- Jeanne Moirod (Nanc, auj. Les Trois-Châteaux, Jura 1905 - Oyonnax 1997) : résistante, l'un des agents de liaison du colonel Romans-Petit ; en 1953, elle fut parmi les premières femmes maires en France et la troisième dans l'Ain.
- René Duvillier (Oyonnax 1919 - Paris 2002) : peintre (Nouvelle École de Paris).
- Paul Collomb (Oyonnax 1921 - Paris 2010) : peintre figuratif et lithographe (Nouvelle École de Paris).
- Lucien Guichon (Oyonnax 1932 - 2012) : a été maire de la ville (1983-2001) et député (1986-2007).
- Bernard Darmet (Bouvent, auj. Oyonnax 1945 - Denicé, Rhône 2018) : cycliste. Il a participé aux Jeux olympiques d'été de 1968 et de 1972.
- Eric Barone (Oyonnax 1960) : vététiste et cascadeur ; il est recordman du monde de vitesse à VTT sur neige.
- Sylvain Curinier (Lons-le-Saunier, Jura 1969) : kayakiste (club d'Oyonnax) ; médaillé d'argent aux JO de Barcelone (1992).
- Anne-Lise Bardet (Oyonnax 1974) : kayakiste (club d'Oyonnax) ; médaillée de bronze aux JO de Sydney (2000).
- Steed Malbranque (Mouscron, Belgique 1980) : footballeur. Il a passé une partie de son enfance à Oyonnax.
- Kate Miller-Heidke (Brisbane, Australie 1981) : auteure-interprète, artiste lyrique et actrice australienne. Elle a résidé à Oyonnax.
- Boulaye Dia (Oyonnax 1996) : footballeur franco-sénégalais.

### Héraldique
| Blason de Oyonnax | Blason  | Parti d'or et de sable, au sapin de l'un en l'autre, au chef de gueules chargé de trois peignes d'or. |
| Blason de Oyonnax | Détails | |